# ایرتنی
ایرتنی (به مجاری: Értény) یک شهرداری در مجارستان است که در ناحیه تاماشی واقع شده‌است. ایرتنی ۲۹٫۹۵ کیلومتر مربع مساحت و ۷۸۰ نفر جمعیت دارد.